# شيماء صيدم
شيماء أكرم صيدم (26 مايو 2005 - 15 أكتوبر 2023) كانت طالبة فلسطينية من مخيم النصيرات، أحد أكبر المخيمات في قطاع غزة من حيث الكثافة السكانية والمساحة. التحقت بمدرسة ممدوح صيدم الثانوية، وفي عام 2023 حصلت على المرتبة الأولى في نتائج امتحانات الثانوية العامة (التوجيهي) على مستوى فلسطين في الفرع الادبي. ثم التحقت مباشرةً بالجامعة الإسلامية في غزة. لقيت شيماء مصرعها، إلى جانب عدد من أفراد عائلتها، خلال القصف الإسرائيلي الذي استهدف منطقة النصيرات في إطار الرد على عملية "طوفان الأقصى".